# فأر أليف الصخور
فأر أليف الصخور (الاسم العلمي: Mus saxicola) (بالإنجليزية: Saxicolous Mouse)‏ هو نوع من الحيوانات يتبع جنس الفأر من الفصيلة الفأرية.